# Куп Америка
Међународна једриличарска трка Куп Америка (America’s Cup) је најпознатије и најстарије такмичење једриличара на свету.
У Купу Америка такмиче се по две екипе у девет трка, по систему куп такмичења. Екипе са својим најмодернијим јахтама захтевају велики буџет, често преко 100 милиона долара. Јахте морају бити израђене у земљама одакле су пријављене екипе. 
Ово такмичење је први пут организовано 23. августа 1851. 
| Типичне димензије јахте |                      |
| Укупна дужина           | 26 метара            |
| Ширина                  | 4,5 метара           |
| Газ                     | 4,10 метара          |
| Висина јарбола          | 33 метра             |
| Површина једара         | 320 кв. метара       |
| Главно једро            | 215 кв. метара       |
| Спинакер                | 160% величине једара |
| Тежина                  | до 24 тоне           |
| Баласт                  | 19 тона              |
| Чланова посаде          | 17 + 1 гост          |